# Constantin Bodin
Constantin Bodin (în sârbă și bulgară: Константин Бодин; cca 1072–1108) a fost monarh al Regatului Doclei și, pentru o scurtă perioadă, conducător recunoscut al Bulgariei sub titulatura de Petru III (Петър III). Domnia sa, desfășurată între sfârșitul secolului al XI-lea și începutul secolului al XII-lea, este marcată de eforturi susținute de consolidare a puterii locale, extindere teritorială și menținere a independenței în fața presiunilor bizantine. Descendent al dinastiei Vojislavljević, Constantin Bodin s-a remarcat prin implicarea activă în mișcările de emancipare sud-slavă de sub dominația bizantină și prin stabilirea unor relații diplomatice relevante cu Occidentul latin, în special cu Papalitatea.

## Originea și ascensiunea
Constantin Bodin a fost fiul regelui Mihail I de Doclea și al soției acestuia, Neda. Bunicul său patern, Ștefan Vojislav, și bunica Teodora Kosara, nepoata țarului Samuel al Bulgariei, i-au oferit o moștenire politică ce îi legitima aspirațiile la conducerea unor teritorii bulgaro-slave.

## Încoronarea ca țar al Bulgariei
În anul 1072, un grup de nobili bulgari din Skopje, nemulțumiți de dominația bizantină, au declanșat o revoltă condusă de George Voitec. În încercarea de a conferi legitimitate mișcării, rebelii au apelat la Mihail I de Zeta, solicitând trimiterea unui prinț din familia sa pentru a revendica tronul bulgar. Bodin a fost trimis în fruntea unui contingent militar și a fost încoronat la Prizren sub numele de Petru III, evocându-i pe țarii bulgari Petru I și Petru II Delian.
Inițial, insurgenții au înregistrat succese militare, cucerind orașele Niš, Skopje, Ohrid și Devol, însă campania a fost curmată de o contraofensivă bizantină. Petru III a fost capturat și închis succesiv la Constantinopol și Antiohía. Regele Mihail I a încercat, fără succes imediat, să intervină militar pentru salvarea sa.

## Domnia în Doclea

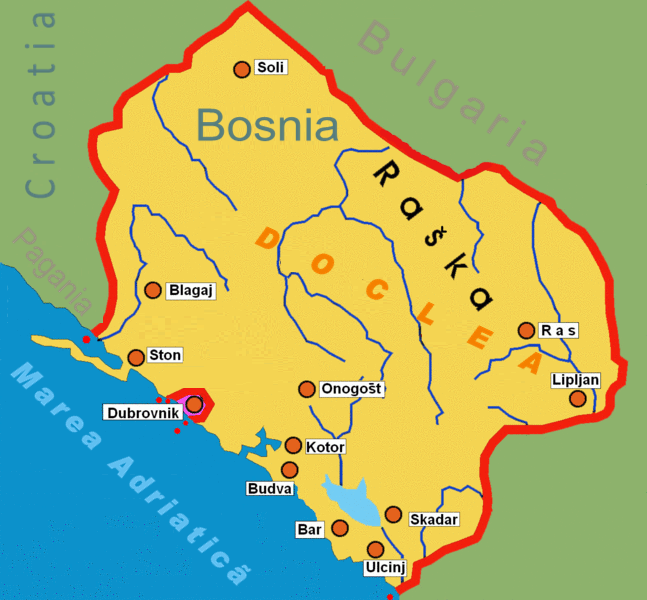
Regatul Doclea în vremea lui Constantin Bodin

După eliberarea sa din captivitate, realizată prin mijlocirea unor părți interesate din Republica Veneția, Bodin a revenit în Doclea și, la moartea tatălui său (1081), a preluat conducerea regatului. Consolidarea puterii interne a fost realizată prin înăbușirea unor revolte ale verilor săi și centralizarea autorității în Zeta.
Inițial aliat al bizantinilor în conflictul acestora cu Robert Guiscard, liderul normanzilor, Bodin și-a retras ulterior sprijinul, ceea ce a permis normanzilor să ocupe Durazzo.
Relațiile sale cu Occidentul au fost întărite prin căsătoria cu Jakvinta de Bari, fiica unui nobil pro-normand. În 1089, a obținut de la Papa Urban al II-lea recunoașterea canonică a unui arhiepiscopat în Doclea – o premieră în spațiul sârb – marcând apropierea de sfera de influență a Romei.
Pentru a-și extinde controlul, Bodin a sprijinit instalarea de membri ai familiei sale în Bosnia (banul Ștefan de Bosnia) și în Raška (županii Vukan și Marcu), fiii fratelui său vitreg Petrislav.
După 1085, când Imperiul Bizantin a recâștigat Durazzo, relațiile s-au deteriorat, culminând cu o nouă ofensivă împotriva Doclei (1089–1091). Este posibil ca Bodin să fi fost capturat din nou. Regatul a supraviețuit, dar și-a pierdut influența asupra unor regiuni periferice, precum Bosnia și Raška.

## Tulburări interne și criza succesiunii
Spre finalul domniei, regina Jakvinta a intervenit brutal împotriva pretendenților la tron, persecutând și eliminând rivalii politici, printre care vărul Branislav. Biserica locală a intervenit pentru a preveni izbucnirea unui război civil. Tensiunile au slăbit regatul, iar conflictele dinastice aveau să se intensifice după moartea monarhului.

## Interacțiunea cu Prima Cruciadă
În timpul Primei Cruciade, trupele cruciate conduse de Raymond de Toulouse au traversat teritoriile doclene în iarna anilor 1096–1097. Acestea au fost primite cu ospitalitate la Scutari, eveniment ce reflectă deschiderea lui Bodin față de Occident și rolul regatului său în contextul geopolitic al vremii.

## Moartea și succesiunea
Constantin Bodin a încetat din viață fie în anul 1101, fie în 1108, conform variantelor istoriografice. Dispariția sa a deschis o perioadă de instabilitate și lupte pentru succesiune în Regatul Doclea.

## Căsătorie și descendenți
Prin căsătoria cu Jakvinta de Bari, Bodin a avut cel puțin doi fii:
Mihail II Vojislav – rege al Doclei (cca 1101–1102)
George (Đorđe) – rege al Doclei (cca 1118 și 1125–1127)